# Шелдон Голдер
Шелдон Лоуренс Голдер (англ. Sheldon Lawrence Holder, нар. 30 вересня 1991, Джорджтаун) — гаянський футболіст, нападник клубу «Морвант Каледонія Юнайтед». Виступав, зокрема, за клуби «Пеле» та «Альфа Юнайтед», а також національну збірну Гаяни.

## Клубна кар'єра
У дорослому футболі дебютував 2010 року виступами за команду «Пеле», в якій провів один сезон. Своєю грою за цю команду привернув увагу представників тренерського штабу клубу «Каледонія Ей-Ай-Ей», до складу якого приєднався 2011 року. Відіграв за команду з Порт-оф-Спейн наступні два сезони своєї ігрової кар'єри. 2013 року уклав контракт з клубом «Альфа Юнайтед», у складі якого провів наступні два роки своєї кар'єри гравця.
До складу клубу «Морвант Каледонія Юнайтед» приєднався 2015 року. 

## Виступи за збірну
2011 року дебютував  у складі національної збірної Гаяни. Відзначився трьома голами у переможному (8:0) поєдинку кваліфікації Ліги націй КОНКАКАФ проти Терксу і Кайкосу.
У складі збірної був учасником розіграшу Золотого кубка КОНКАКАФ 2019 року.

### Голи за збірну
Рахунок та результат збірної Гаяни в таблиці подано на першому місці.
| №  | Дата              | Місце                                                      | Суперник               | Рахунок | Результат | Змагання                                 |
| -- | ----------------- | ---------------------------------------------------------- | ---------------------- | ------- | --------- | ---------------------------------------- |
| 1. | 1 лютого 2015     | Національний стадіон Барбадосу, Бриджтаун, Барбадос        | Барбадос               | 1–0     | 2–2       | Товариський матч                         |
| 2. | 22 березня 2015   | Провіденс стедіум, Бурда, Гаяна                            | Сент-Люсія             | 2–0     | 2–0       | Товариський матч                         |
| 3. | 1 червня 2016     | Ерджиліо Хато, Віллемстад, Кюрасао                         | Кюрасао                | 1–1     | 2–5       | кваліфікація Карибського кубку 2017      |
| 4. | 15 листопада 2017 | Ато Болдон, Кува, Тринідад і Тобаго                        | Тринідад і Тобаго      | 1–0     | 1–1       | Товариський матч                         |
| 5. | 13 жовтня 2018    | Національна академія ТСІФА, Провіденсьялес, Теркс і Кайкос | Острови Теркс і Кайкос | 1–0     | 8–0       | кваліфікація Ліги націй КОНКАКАФ 2019/20 |
| 6. | 13 жовтня 2018    | Національна академія ТСІФА, Провіденсьялес, Теркс і Кайкос | Острови Теркс і Кайкос | 3–0     | 8–0       | кваліфікація Ліги націй КОНКАКАФ 2019/20 |
| 7. | 13 жовтня 2018    | Національна академія ТСІФА, Провіденсьялес, Теркс і Кайкос | Острови Теркс і Кайкос | 4–0     | 8–0       | кваліфікація Ліги націй КОНКАКАФ 2019/20 |
| 8. | 6 вересня 2019    | Ерджиліо Хато, Віллемстад, Кюрасао                         | Аруба                  | 1–0     | 1–0       | Ліга націй КОНКАКАФ Б 2019/20            |
| 9. | 14 жовтня 2019    | Синтетік Трек енд Філд Фасиліті, Леонора, Гаяна            | Антигуа і Барбуда      | 3–1     | 5–1       | Ліга націй КОНКАКАФ Б 2019/20            |

## Досягнення

### Національні
«Каледонія Ей-Ай-Ей»
- Кубок Тринідаду і Тобаго
  -  Володар (2): 2011/12, 2012/13

- Кубок ліги Тринідаду і Тобаго
  -  Володар (1): 2011, 2012

### Міжнародні
«Каледонія Ей-Ай-Ей»
- Кулбний чемпіонат Карибського футбольного союзу
  -  Чемпіон (1): 2012